# Closed Circuit
Pour plus de détails, voir Fiche technique et Distribution.
Closed Circuit est un thriller britannico-américain de John Crowley sorti en 2013. 

## Synopsis
À Londres, deux avocats (Bana et Hall), anciens amants, doivent assurer la défense d'un terroriste international (Ahmed)...

## Fiche technique
- Titre original et français : Closed Circuit
- Réalisation : John Crowley
- Scénario : Steven Knight
- Direction artistique : Jim Clay
- Décors : Dominic Masters
- Costumes : Natalie Ward
- Montage : Lucia Zucchetti (en)
- Musique : Joby Talbot
- Photographie : Adriano Goldman
- Son : Paul Davies
- Production : Tim Bevan, Chris Clark et Eric Fellner
- Sociétés de production : Focus Features et Working Title Films
- Sociétés de distribution :  Focus Features
- Pays d’origine :  Royaume-Uni/ États-Unis
- Budget :
- Langue : Anglais
- Durée : 96 minutes
- Format : Couleurs - 35 mm - 1.85:1 -  Son Dolby numérique
- Genre : Thriller juridique
- Dates de sortie
- États-Unis : 28 août 2013
- Royaume-Uni : 1er novembre 2013

## Distribution
- Eric Bana (V. F. : Bernard Gabay) : Martin Rose
- Rebecca Hall (V. F. : Élisabeth Ventura) : Claudia Simmons-Howe
- Julia Stiles (V. F. : Ingrid Donnadieu) : Joanna Reece
- Ciarán Hinds (V. F. : Féodor Atkine) : Devlin
- Denis Moschitto : Farrouk Erdogan
- Riz Ahmed (V. F. : Jérémy Prévost) : Nazrul Sharma
- Jemma Powell : Elizabeth
- Jim Broadbent (V. F. : Jean-Claude Donda) : l'avocat général

Source et légende : Version française (V. F.) sur RS Doublage et AlloDoublage

## Box-office
Closed Circuit a totalisé 5 750 401 $ de recettes aux États-Unis dans un seuil maximal de 840 salles et 581 538 $ de recettes internationales, portant le total du box-office mondial à 6 331 939 $.

## Réception critique
Closed Circuit obtient un accueil mitigé lors de sa sortie en salles dans les pays anglophones : 42 % des 129 critiques collectées par le site Rotten Tomatoes sont favorables, pour une moyenne de 5,4⁄10, tandis que le site Metacritic lui donne un score de 50⁄100, pour 39 critiques. En France, le long-métrage obtient également un accueil partagé de la part des critiques, puisqu'il obtient une moyenne de 2,4⁄5 sur le site AlloCiné, pour 13 critiques.